# Municipio de San Pablo del Monte
El municipio de San Pablo del Monte es uno de los 60 municipios que integran el estado mexicano de Tlaxcala, está situado en el extremo sur del territorio tlaxcalteca junto a la frontera con el estado de Puebla, y forma parte de la Zona Metropolitana de Puebla-Tlaxcala. El municipio de San Pablo del Monte, es famoso por ser cuna de la talavera y artesanías de barro vidriado. Su cabecera, San Pablo del Monte anteriormente llamada Villa Vicente Guerrero, es la mayor ciudad de Tlaxcala.
El nombre del municipio proviene de uno de los más importantes padres de la Iglesia Católica. Los antiguos tlaxcaltecas reconocían el lugar denominado «Cuauhtotoatla», el cual significa «Agua de pájaro del Monte». Que proviene de los vocablos cuauh, apócope de cuauhtla, que se traduce como monte; así como de toto, apócope de totol, de otla, sufijo de lugar.
San Pablo del Monte es un municipio integrado al Distrito Local de Zaragoza. Se localiza en el Altiplano central mexicano a 2 300 metros sobre el nivel del mar, en la región del Valle de Tlaxcala-Puebla. Este municipio está a solo 31.5 km de la capital del estado, a 17.0 km de Zacatelco, a 13.2 km de la Ciudad de Puebla, y a 133.5 km de la Ciudad de México. Los asentamientos de San Pablo del Monte se integrarían primero con los olmecas-xicalancas, y más tarde con los toltecas-chichimecas.

## Geografía

### Localización
Ubicado en el Altiplano central mexicano a 2 300 metros sobre el nivel del mar, el municipio de San Pablo del Monte se sitúa en un eje de coordenadas geográficas entre los 19 grados 07 minutos latitud norte y 98 grados 10 minutos longitud oeste. Localizado en el sur del estado, el municipio de San Pablo del Monte colinda al norte y noreste con el municipio de Teolocholco; al noroeste con el municipio de Acuamanala de Miguel Hidalgo; al sur  y al este con el Estado de Puebla, específicamente con el municipio de Puebla; al oeste con los municipios de Mazatecochco de José María Morelos, Papalotla de Xicoténcatl y Tenancingo.

### Principales Localidades
Según el Instituto Nacional de Estadística y Geografía (INEGI), en el territorio del municipio hay un total de 47 localidades. La mayoría de estas localidades son asentamientos y colonias irregulares, aunque el INEGI las considera como centros de población independientes. Teniendo en cuenta lo anterior, la población de las principales localidades, para el año 2010 era la siguiente:
| Localidad              | Población |
| Total Municipio        | 69 615    |
| San Pablo del Monte    | 60 001    |
| San Isidro Buen Suceso | 8 769     |
| Tetzacual              | 121       |
| Xahuén Vargas          | 113       |
| Acopilco               | 94        |
| Popozotzi              | 67        |
| Juquila                | 61        |
| Ahuashuame             | 53        |
| Patlaguactetl          | 41        |

## Orografía
El territorio municipal es escarpado, encontrándose las zonas montañosas en su mitad oriental, formando las faldas del volcán Malintzin y van descendiendo hacia el oeste, hacia el Valle de Puebla-Tlaxcala.
En el municipio cuenta con tres formas características de relieve: Zonas accidentadas, abarcan aproximadamente el 45.0 por ciento de la superficie municipal y se localizan en el norte del municipio. Zonas semiplanas: comprenden el 30.0 por ciento de la extensión, ubicándose estas en la parte central. Zonas planas: integran el 25.0 por ciento restante localizándose en la parte sur del área municipal.

### Flora y Funa
Prácticamente la totalidad del territorio municipal se encuentra dedicada a la agricultura de temporal y a las zonas urbanas, sin embargo, por estar situado en las faldas del Volcán Malintzin, la flora original de San Pablo del Monte es el bosque de encino, de éste se encuentran restos sobreviviendo en su extremo norte, donde además de encino se pueden encontrar ocote y pino blanco, otras especies menores que se encuentran en el municipio incluyen el sauce, el fresno, el álamo y el zapote blanco.
Las especies animales que habitan en San Pablo del Monte incluyen al conejo, la liebre, la codorniz y reptiles como la víbora de cascabel.
|                      |                 |                      |                       |                     |
| Vulpes               | Crotalus        | Canis latrans        | Coragyps atratus      | Bassariscus astutus |
|                      |                 |                      |                       |                     |
| Lynx rufus           | Dasypodidae     | Mimus polyglottos    | Didelphis marsupialis | Geomyidae           |
|                      |                 |                      |                       |                     |
| Opuntia ficus indica | Abies religiosa | Kroenleinia grusonii | Taxodium mucronatum   | Agave               |

## Hidrografía
Hidrológicamente pertenece a la Región hidrológica del Río Balsas y a la Cuenca del Río Atoyac, la principal corriente del territorio es el río Viejo, que desciende desde el Volcán Malintzin en sentido noreste-suroeste atravesando el norte del territorio del municipio.

## Clima
En todo el municipio prevalece el clima clasificado como Templado subhúmedo con lluvias en verano, la temperatura media anual registrada en el Municipio de San Pablo del Monte es superior a los 14 °C en prácticamente todo el territorio, única excepción de su extremo más oriental, en las faltas del Volcán Malintzin, donde el promedio es de 12 a 14 °C; mientras que la precipitación promedio anual en todo el territorio es de 800 a 1,000 mm.

## Gastronomía
Los platillos tradicionales en el municipio de San Pablo del Monte son el delicioso Mole de guajolote, barbacoa de pollo, carnero en mixiote, consomé, guacamole, chilatole y barbacoa de conejo. También se elaboran y se disfrutan conservas de capulín y tejocote.

## Demografía
El municipio tiene una población de 64,107 habitantes según los resultados del Conteo de Población y Vivienda de 2005 realizado por el Instituto Nacional de Estadística y Geografía, convirtiéndose por tanto en el municipio más poblado del estado de Tlaxcala, de ese total, 31,645 son hombres y 32,462 son mujeres; es por tanto su porcentaje de población masculina de 49.4%, su tasa de crecimiento anual de 2000 a 2005 es de 2.9%, encontrándose también entre los más elevados del estado, el 36.4% de su población es menor de 15 años de edad, mientras que el 59.4% se encuentra en un rango de edad entre los 64 y los 15 años, la población es mayoritariamente urbana, el 99.0% de la población reside en localidades superiores de 2,500 habitantes, y en cuanto a población indígena, el 17.1% de la población de 5 años y más es hablante de alguna lengua indígena.
| Evolución demográfica del municipio de San Pablo del Monte |        |        |        |        |        |        |
|                                                            |        |        |        |        |        |        |
| Año                                                        | 1970   | 1980   | 1990   | 1995   | 2000   | 2005   |
| Población                                                  | 20,198 | 29,908 | 40,917 | 48,988 | 54,357 | 64,107 |

## Política
El gobierno del municipio de San Pablo del Monte le corresponde a su Ayuntamiento, conformado por el presidente municipal, un síndico y un cabildo formado por siete regidores electos mediante el principio de la representación proporcional. El ayuntamiento es electo para un periodo de tres años no reelegibles para el periodo inmediato pero sí de forma no continua, comenzando a ejercer su cargo el día 15 de enero del año siguiente a su elección.

### División administrativa
Para el gobierno interior del municipio este se divide en 12 Presidencias Municipales Auxiliares, los titulares de estos cargos son electos mediante voto universal, directo y secreto mediante planillas, durando en su cargo el mismo período que el ayuntamiento.

### Representación legislativa
Para la elección de diputados al Congreso de Tlaxcala y al Congreso de la Unión el municipio de San Pablo del Monte se encuentra integrado en los siguientes distritos electorales:
Local:
- VI Distrito Electoral Local de Tlaxcala con cabecera en Vicente Guerrero.

Federal:
- II Distrito Electoral Federal de Tlaxcala con cabecera en Tlaxcala de Xicohténcatl.[14]